# Nationale Raad (Oostenrijk)
De Nationale Raad (Duits: Nationalrat) is het lagerhuis van het parlement van Oostenrijk. Het hogerhuis is de Bundesrat, die de federale vertegenwoordiging vormt. Beide kamers zijn zelfstandig ingericht. In bijzondere gevallen vergaderen ze samen als de Bundesversammlung.

## Geschiedenis

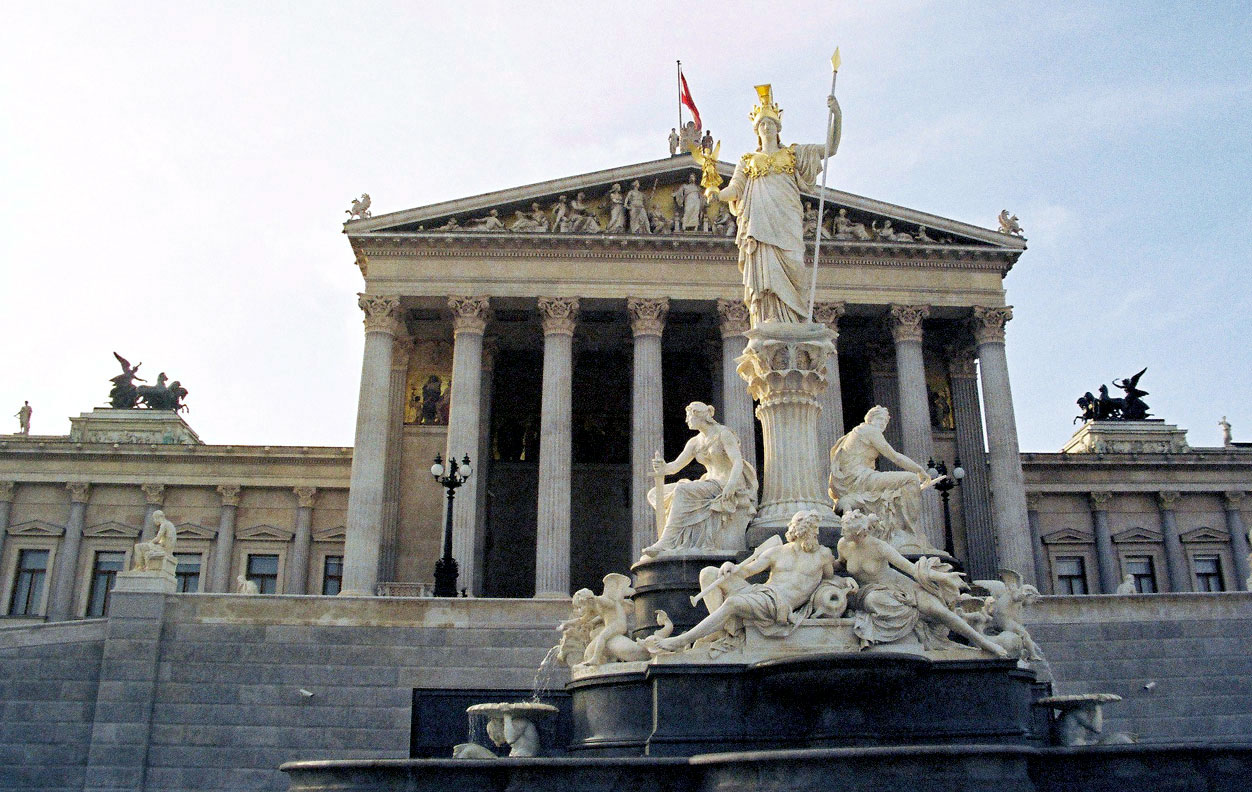
Het parlementsgebouw van Oostenrijk

Vlak voor het einde van de Eerste Wereldoorlog, toen Oostenrijk-Hongarije uit elkaar viel, kwamen op 21 oktober 1918 de Duitstalige afgevaardigden van de Reichsrat onder voorzitter Karl Seitz als Provisorische Nationalversammlung für Deutschösterreich samen.
Zij kozen op 30 oktober een groep die zich Deutschösterreichischer Staatsrat noemde waarvan Seitz voorzitter werd en Karl Renner staatskanselier. Zij vormden de eerste regering van de nieuwe staat. Op 12 november, nadat de laatste Habsburger keizer van Oostenrijk Karel I elk aandeel aan de staatsaangelegenheden had afgedankt, besloot de Nationalversammlung de wet over de staats- en regeringsvorm van Deutschösterreich in te stellen. In Art. 1 staat: Deutschösterreich ist eine demokratische Republik. Alle öffentlichen Gewalten werden vom Volke eingesetzt. Oostenrijk is een democratische republiek en alles wordt in opdracht van het volk gedaan.
Zich beroepend op de uitspraak van de Amerikaanse president Woodrow Wilson dat "alle volken zelfbeschikkingsrecht hebben" namen behalve afgevaardigden van de huidige Bundesländer ook afgevaardigden uit Bohemen, Moravië, Oostenrijks-Silezië en Zuid-Tirol aan de zittingen deel; Duits-Oostenrijk had de Duitstalige gebieden graag bij Duits-Oostenrijk gehouden. Later bleek de uitspraak van Wilson toch niet voor alle volken te gelden.
Op 16 februari 1919 kon alleen op het huidige grondgebied (met uitzondering van Burgenland) de eerste verkiezing plaatsvinden. Alle volwassen staatsburgers die zich in Oostenrijk bevonden mochten aan deze verkiezing deelnemen.
Door het verdrag van St. Germain moest de naam van de staat worden verkort op Oostenrijk. In 1921 was het parlement ook verantwoordelijk voor het Burgenland dat Oostenrijk van Hongarije terugkreeg. Alle andere Duitstalige gebieden gingen verloren. Vaak tegen de wil van de plaatselijke bevolking.
De Nationalrat die in 1920 de Nationalversammlung opvolgde had toen net als vandaag 183 afgevaardigden. In 1925 werd het aantal afgevaardigden op 165 gezet. De Nationalrat was in de eerste republiek het toneel van heftige strijd tussen de conservatieve regeringen en de socialistische oppositie. Toch lukte het om in 1929 de grondwet te veranderen en de bondspresident meer macht te geven.
Op 4 maart 1933 kwam het parlement in een crisis terecht. De Nationalratspräsidenten (Karl Renner, Rudolf Ramek en Sepp Straffner) hadden alle drie na elkaar hun ambt neergelegd. Voor zo een situatie bestonden er nog geen regels. Daardoor kon de zitting niet volgens de wet worden afgesloten.
De toenmalige bondskanselier Engelbert Dollfuß gebruikte deze situatie om het parlement in Oostenrijk af te schaffen. Een terugkeer van de afgevaardigden liet Dollfuß door de politie verhinderen.
De bondskanselier greep naar een wet die men over het hoofd had gezien en na de Eerste Wereldoorlog niet had afgeschaft: Kriegswirtschaftliches Ermächtigungsgesetz. Hierdoor kon hij de republiek op 1 mei 1934 in een autoritaire Standestaat (Ständestaat) veranderen. Vier jaar lang regeerde de Vaterländische Front zonder parlement. Dit was het zogenaamde Austrofaschismus. Op 12 maart 1938 hield Oostenrijk als zelfstandige staat op te bestaan doordat het door de Anschluß deel werd van het Duitse rijk.
Op 25 november 1945 werden er weer verkiezingen gehouden voor de Nationalrat. In 1971 werd het aantal afgevaardigden weer naar het oorspronkelijke aantal van 183 verhoogd.

## Competenties
De Nationale Raad beslist over eenvoudige Bondswetten met een eenvoudige meerderheid als er minimaal een derde van de afgevaardigden aanwezig is. Op dezelfde manier kan men zichzelf opheffen. Op diezelfde wijze kan men het vertrouwen in de bondsregering of in ministers opzeggen.
Bij grondwetswijzigingen moet minimaal de helft van de afgevaardigden aanwezig zijn en een tweederdemeerderheid moet voor de wijziging stemmen.

## Zetelverdeling
Op 29 september 2024 vonden de meest recente verkiezingen voor de Nationale Raad plaats. Er werd daarna een Zuckerl-Koalition gevormd tussen de christendemocratische ÖVP, de sociaaldemocratische SPÖ en het liberale NEOS. Het is voor de eerste keer in de geschiedenis dat NEOS aan een regering deelnam. Tevens werd het de eerste driepartijenregering van Oostenrijk op landelijk niveau. 
Daarmee heeft het kabinet-Stocker de links-conservatieve regering van ÖVP en Die Grünen afgelost.
De zetels zijn in de Nationale Raad als volgt verdeeld. 
| Partij | Partij | Partij                                       | %      | zetels | verschil |
| ------ | ------ | -------------------------------------------- | ------ | ------ | -------- |
|        |        | Freiheitliche Partei Österreichs (FPÖ)       | 28,85% | 57     | 27       |
|        |        | Österreichische Volkspartei (ÖVP)            | 26,27% | 51     | 19       |
|        |        | Sozialdemokratische Partei Österreichs (SPÖ) | 21,14% | 41     | 1        |
|        |        | Das Neue Österreich (NEOS)                   | 9,14%  | 18     | 2        |
|        |        | Die Grünen (GRÜNE)                           | 8,24%  | 16     | 11       |
|        |        | Overige partijen                             | 6,37%  | 0      | 0        |
|        | Totaal |                                              | 100%   | 183    |          |

## Uitslagen van de verkiezingen voor de Nationale Raad na 1945

Verkiezingsuitslagen in Oostenrijk

Percentage en het aantal zetels
| Jaar                      | SPÖ  | SPÖ | ÖVP  | ÖVP | Die Grünen | Die Grünen | FPÖ  | FPÖ | BZÖ  | BZÖ | LiF/ NEOS | LiF/ NEOS | KPÖ | KPÖ | overig | overig |
| ------------------------- | ---- | --- | ---- | --- | ---------- | ---------- | ---- | --- | ---- | --- | --------- | --------- | --- | --- | ------ | ------ |
| 1945                      | 44,6 | 76  | 49,8 | 85  |            |            |      |     |      |     |           |           | 5,4 | 4   | 0,2    | 0      |
| 1949                      | 38,7 | 67  | 44,0 | 77  |            |            | 11,7 | 16  |      |     |           |           | 5,1 | 5   | 0,5    | 0      |
| 1953                      | 42,1 | 73  | 41,3 | 74  |            |            | 10,9 | 14  |      |     |           |           | 5,3 | 4   | 0,4    | 0      |
| 1956                      | 43,0 | 74  | 46,0 | 82  |            |            | 6,5  | 6   |      |     |           |           | 4,4 | 3   | 0,1    | 0      |
| 1959                      | 44,8 | 78  | 44,2 | 79  |            |            | 7,7  | 8   |      |     |           |           | 3,3 | 0   | 0,1    | 0      |
| 1962                      | 44,0 | 76  | 45,4 | 81  |            |            | 7,0  | 8   |      |     |           |           | 3,0 | 0   | 0,5    | 0      |
| 1966                      | 42,6 | 74  | 48,4 | 85  |            |            | 5,4  | 6   |      |     |           |           | 0,4 | 0   | 3,3    | 0      |
| 1970                      | 48,4 | 81  | 44,7 | 78  |            |            | 5,5  | 6   |      |     |           |           | 1,0 | 0   | 0,4    | 0      |
| Verhoging naar 183 zetels |      |     |      |     |            |            |      |     |      |     |           |           |     |     |        |        |
| 1971                      | 50,0 | 93  | 43,1 | 80  |            |            | 5,5  | 10  |      |     |           |           | 1,4 | 0   | 0,0    | 0      |
| 1975                      | 50,4 | 93  | 42,9 | 80  |            |            | 5,4  | 10  |      |     |           |           | 1,2 | 0   | 0,0    | 0      |
| 1979                      | 51,0 | 95  | 41,9 | 77  |            |            | 6,1  | 11  |      |     |           |           | 1,0 | 0   | 0,0    | 0      |
| 1983                      | 47,6 | 90  | 43,2 | 81  | 3,4        | 0          | 5,0  | 12  |      |     |           |           | 0,7 | 0   | 0,1    | 0      |
| 1986                      | 43,1 | 80  | 41,3 | 77  | 4,8        | 8          | 9,7  | 18  |      |     |           |           | 0,7 | 0   | 0,3    | 0      |
| 1990                      | 42,8 | 80  | 32,1 | 60  | 4,8        | 10         | 16,6 | 33  |      |     |           |           | 0,6 | 0   | 3,3    | 0      |
| 1994                      | 34,9 | 65  | 27,7 | 52  | 7,3        | 13         | 22,5 | 42  |      |     | 6,0       | 11        | 0,3 | 0   | 1,4    | 0      |
| 1995                      | 38,1 | 71  | 28,3 | 52  | 4,8        | 9          | 22,0 | 41  |      |     | 5,5       | 10        | 0,3 | 0   | 1,1    | 0      |
| 1999                      | 33,2 | 65  | 26,9 | 52  | 7,4        | 14         | 26,9 | 52  |      |     | 3,7       | 0         | 0,5 | 0   | 1,5    | 0      |
| 2002                      | 36,5 | 69  | 42,3 | 79  | 9,5        | 17         | 10,0 | 18  |      |     | 1,0       | 0         | 0,6 | 0   | 0,2    | 0      |
| 2006                      | 35,3 | 67  | 34,3 | 66  | 11,0       | 21         | 11,0 | 21  | 4,1  | 7   |           | 1         | 1,0 | 0   | 3,3    | 0      |
| 2008                      | 29,7 | 58  | 25,6 | 50  | 9,8        | 19         | 18,0 | 35  | 11,0 | 21  |           |           | 0,8 | 0   |        | 0      |
| 2013                      | 26,8 | 52  | 24,0 | 47  | 12,4       | 24         | 20,5 | 40  | 3,5  | 0   | 5,0       | 9         | 1,0 | 0   | 5,7    | 11     |
| 2017                      | 26,9 | 52  | 31,5 | 62  | 3,8        | 0          | 26,0 | 51  | -    | -   | 5,3       | 10        | 0,8 | 0   | 5,9    | 8      |
| 2019                      | 21,2 | 40  | 37,5 | 71  | 13,9       | 26         | 16,2 | 31  | -    | -   | 8.1       | 15        | 0,7 | 0   | 2,5    | 0      |